# Michaela Tabb
Michaela Tabb (Bath, 11 de desembre de 1967) és una àrbitra escocesa de snooker i billar americà.

## Trajectòria
Tabb és exjugadora del circuit femení de Bola 8, on va guanyar diversos títols en solitari i com a capitana de l'equip escocès de billar.
Va començar a arbitrar professionalment el 1997 en competicions com el WPA World Nine-ball Championship i la Mosconi Cup. Va ser la primera dona a oficiar en un torneig de billar professional (2002), la primera dona que va arbitrar una final del torneig de classificació (2007) i l'única dona que ha arbitrat una final del Campionat del Món de Snooker (2009 i 2012).
El març del 2015, va donar per acabada la seva carrera professional com a àrbitra de billar. Posteriorment, va presentar una demanda judicial contra World Snooker al·legant discriminació per raó de gènere, acomiadament improcedent i incompliment del contracte. El setembre de 2015 va arribar a un acord extrajudicial, segons el qual va rebre una indemnització l'import de la qual no ha estat no ha transcendit.
Tot i que Tabb va néixer al sud-oest d'Anglaterra, la seva família es va traslladar a Escòcia quan ella tenia tres anys.
Tabb va estudiar química, biologia i psicologia a la Universitat de Glasgow. Abans de convertir-se en àrbitra professional, va treballar com a comercial per a diverses companyies blue chip. També va ser venedora en una botiga de llenceria Ann Summers.
Tabb resideix a la ciutat de Dunfermline, amb el seu marit, el jugador de billar Ross McInnes, i els seus dos fills, Morgan i Preston.